# Gunnel Carlson
Gunnel Jennie Ann Carlson, ogift Persson, född 25 november 1956 i Asarum, Blekinge län, är en svensk trädgårdsjournalist och författare.
Carlson är känd som programledare för TV-programmet Gröna rum. Hon är också initiativtagare till trädgårdsuppvisningsprojektet Tusen trädgårdar. Hon föreläser, medverkar i Go'kväll, står för sajten Trädgårdsriket samt skriver artiklar.

## Utmärkelser
- H. M. Konungens medalj i guld av 8:e storleken (Kon:sGM8 2021) för betydande insatser för främjande av svensk trädgårdskultur[3]